# Baratta (cognome)
Baratta è un cognome di lingua italiana.

## Varianti
Baradel, Baradello, Barat, Baratella, Baratelli, Barateri, Baratieri, Barattani, Barattelli, Barattero, Baratti, Barattieri, Barattin, Barattini, Barattino, Baratto, Barattoni, Barattucci.

## Origine e diffusione
Cognome tipicamente settentrionale, è presente anche in Toscana e Campania.
Potrebbe derivare da un antico mestiere svolto dai capostipiti, dal greco práttein, "negoziare", da cui baratto.
Per significato potrebbe essere assimilabile al cognome Pratt.

## Persone
- Giovan Carlo Baratta – scultore italiano
- Giovanni Baratta – scultore e architetto italiano
- Giovanni Battista Baratta – vescovo cattolico italiano